# Aspö kyrka, Blekinge
Aspö kyrka i Aspö församling ligger på ön Aspö i Karlskrona kommun, Blekinge, Lunds stift. Kyrkan ligger på öns västra sida. 2,8 kilometer öster om kyrkan, på öns motsatta strand, mot Aspösund, finns en gammal begravningsplats.

## Kyrkobyggnaden
Nuvarande kyrka är uppförd i nygotik efter ritningar av arkitekterna Axel Lindegren och Hjalmar Thedenius och invigd 1891. Byggnaden är uppförd i tegel och består av långhus med ett smalare, rakt avslutat kor i väster och torn i öster. Eftersom byggnadens läge planerades utifrån vägen placerades koret i väster och inte i öster som annars är brukligt för kyrkor. Den fasta inredningen är bevarad från denna tid. Inför 100-årsjubileet återställdes de ursprungliga färgerna i koret samt på predikstolen och altaret.

## Orgel
Läktarorgeln, som tidigare var kororgel i Fredrikskyrkan, är byggd 1982 av Grönlunds orgelbyggeri och har sex stämmor. Den flyttades till Aspö kyrka 1993. En större, senare inköpt digitalorgel finns också i koret.
| Svällverk (I) C-g3 | Pedalverk (P) C-f1 | Koppel |
| ------------------ | ------------------ | ------ |
| Gedackt 8'         | Subbas 16'         | I/P    |
| Principal 4'       |                    |        |
| Rörflöjt 4'        |                    |        |
| Waldflöjt 2'       |                    |        |
| Cymbel 2 chor.     |                    |        |